# Плавання на Чемпіонаті світу з водних видів спорту 2015 — естафета 4x100 метрів вільним стилем (чоловіки)
Змагання з плавання в естафеті 4x100 метрів вільним стилем серед чоловіків на Чемпіонаті світу з водних видів спорту 2015 відбулись 2 серпня і складались з попередніх запливів та фіналу.

## Рекорди
Станом на 2 серпня 2015 світовий рекорд і рекорд чемпіонатів світу були такими:
| Світовий рекорд          | США | 3:08.24 | Пекін, Китай | 11 серпня 2008 |
| Рекорд чемпіонатів світу | США | 3:09.21 | Рим, Італія  | 26 липня 2009  |

## Результати

### Попередні запливи
Початок запливів о 12:10.
| Місце | Заплив | Доріжка | Країна          | Плавці                                                                                                   | Час     | Примітки |
| ----- | ------ | ------- | --------------- | --- | ------- | -------- |
| 1     | 3      | 9       | Росія           | Андрій Гречин (48.42) Данило Ізотов (48.08) Володимир Морозов (48.00) Олександр Сухоруков (47.96)        | 3:12.46 | Q        |
| 2     | 2      | 2       | Бразилія        | Марсело Черігіні (48.65) Матеус Сантана (48.25) Бруно Фратус (48.55) Жуан де Лукка (48.54)               | 3:13.99 | Q        |
| 3     | 2      | 6       | Італія          | Лука Дотто (48.92) Марко Орсі (47.91) Мікеле Сантуччі (48.98) Філіппо Маньїні (48.63)                    | 3:14.44 | Q        |
| 4     | 2      | 4       | Франція         | Мехді Метелла (48.51) Лоріс Буреллі (49.11) Фаб'ян Жіло (48.12) Клеман Міньйон (48.79)                   | 3:14.53 | Q        |
| 5     | 2      | 8       | Японія          | Кацумі Накамура (48.60) Сінрі Сьоура (48.46) Юкі Коборі (48.83) Такуро Фудзі (48.87)                     | 3:14.76 | Q        |
| 6     | 3      | 6       | Канада          | Санто Кондореллі (48.25) Карл Круг (49.19) Еван ван Муркерке (49.37) Юрі Кісіл (48.19)                   | 3:15.00 | Q        |
| 7     | 3      | 2       | Польща          | Павел Коженьовський (49.21) Кацпер Майхшак (48.42) Ян Холюб (49.39) Конрад Черняк (48.16)                | 3:15.18 | Q        |
| 8     | 3      | 8       | Китай           | Нін Цзетао (48.36) Лінь Юнцін (48.85) Сюй Ціхен (49.44) Юй Хесінь (48.82)                                | 3:15.47 | Q        |
| 9     | 2      | 0       | Бельгія         | Яспер Арентс (49.37) Еммануель Ванлюшен (49.21) Пітер Тіммерс (47.85) Гленн Сюргелосе (49.07)            | 3:15.50 |          |
| 10    | 2      | 1       | Велика Британія | Келум Джарвіс (49.27) Бенджамін Прауд (48.93) Роббі Ренвік (48.82) Данкан Скотт (48.68)                  | 3:15.70 |          |
| 11    | 4      | 3       | США             | Джиммі Фейген (49.21) Ентоні Ервін (49.69) Метт Греверс (48.67) Конор Дваєр (48.44)                      | 3:16.01 |          |
| 11    | 4      | 7       | Німеччина       | Максіміліан Освальд (49.71) Штеффен Дайблер (48.24) Марко ді Карлі (48.83) Пауль Бідерманн (49.23)       | 3:16.01 |          |
| 13    | 3      | 3       | Австралія       | Томмасо Д'Орсонья (49.75) Кайл Чалмерс (47.92) Метью Абуд (48.78) Ешлі Делейні (49.89)                   | 3:16.34 |          |
| 14    | 4      | 5       | Греція          | Одіссеас Меланідіс (49.96) Крістіан Голомєєв (48.44) Хрістос Катрандзіс (49.26) Андреас Вазайос (49.17)  | 3:16.83 |          |
| 15    | 4      | 2       | Туреччина       | Іскендер Башлаков (50.24) Дога Челік (49.20) Каан Туркер Аяр (49.72) Кемал Арда Гюрдал (48.81)           | 3:17.97 |          |
| 16    | 2      | 5       | Румунія         | Маріус Раду (49.40) Даніель Маковей (49.66) Александру Кочі (49.84) Роберт Глінце (49.23)                | 3:18.13 |          |
| 17    | 4      | 1       | Ізраїль         | Ліран Коновалов (50.10) Яків Тумаркін (49.42) Зів Калонтаров (50.18) Давід Гамбург (48.61)               | 3:18.31 |          |
| 18    | 4      | 4       | Білорусь        | Арсеній Кухарєв (49.89) Антон Латкін (50.14) Євген Цуркін (49.25) Артем Мачекін (49.12)                  | 3:18.40 |          |
| 19    | 4      | 8       | Литва           | Сімонас Біліс (49.49) Міндаугас Садаускас (49.78) Повілас Страздас (50.33) Тадас Душкінас (50.55)        | 3:20.15 |          |
| 20    | 3      | 1       | Єгипет          | Омар Еїсса (50.43) Мохамед Халед (49.79) Марван Аль-Камаш (49.83) Алі Халафалла (50.54)                  | 3:20.59 |          |
| 21    | 3      | 4       | Сербія          | Іван Ленджер (49.95) Урош Ніколіч (50.47) Андрей Барна (49.91) Борис Стоянович (50.88)                   | 3:21.21 |          |
| 22    | 4      | 6       | Естонія         | Ральф Трібунцов (50.16) Крегор Зірк (50.46) Мартті Альянд (50.85) Петро Дегтярьов (50.08)                | 3:21.55 | NR       |
| 23    | 3      | 0       | Венесуела       | Крістіан Кінтеро (49.45) Альберт Субіратс (50.67) Даніеле Тірабассі (50.62) Хесус Лопес (51.06)          | 3:21.80 |          |
| 24    | 4      | 0       | Швейцарія       | Александр Хальдеман (50.21) Нільс Лісс (50.55) Жан-Батіст Фебо (51.01) Ніко ван Дейн (50.84)             | 3:22.61 |          |
| 25    | 3      | 7       | Мексика         | Алехандро Ескудеро (51.03) Лоренсо Лорія (51.26) Матео Гонсалес (50.73) Даніель Рамірес Карранса (50.47) | 3:23.49 |          |
| 26    | 4      | 9       | Україна         | Віталій Алпатов (51.40) Богдан Плавін (52.00) Ілля Тесленко (50.37) Андрій Говоров (50.30)               | 3:24.07 |          |
| 27    | 1      | 5       | Узбекистан      | Даніїл Тулупов (50.40) Даніїл Букін (53.36) Олексій Дерлюгов (51.26) Хуршиджон Турсунов (51.34)          | 3:26.36 |          |
| 28    | 2      | 3       | Сінгапур        | Ке Чженвень (51.13) Ео Кайцюань (50.82) Пан Шеньцзюнь (51.78) Лайонел Кхоо Цзяньїнь (53.28)              | 3:27.01 |          |
| 29    | 2      | 7       | Парагвай        | Чарлз Хоккін Брускуетті (51.21) Матіас Лопес (52.07) Ренато Проно (55.18) Бен Хокін (49.58)              | 3:28.04 |          |
| 30    | 1      | 3       | Індія           | Аарон Д'Соуза (51.38) Вірдгавал Кхаде (51.70) Саурабх Сангвекар (53.56) Саджан Пракаш (52.32)            | 3:28.96 |          |
| 31    | 1      | 4       | Кувейт          | | DNS     |          |
| 31    | 3      | 5       | Уругвай         | | DNS     |          |

### Фінал
Фінал відбувся о 19:03.
| Місце | Доріжка | Плавці                                                                                              | Країна   | Час     | Примітки |
| ----- | ------- | --------------------------------------------------------------------------------------------------- | -------- | ------- | -------- |
| 1     | 6       | Мехді Метелла (48.37) Флоран Маноду (47.93) Фаб'ян Жіло (47.08) Жеремі Страв'юс (47.36)             | Франція  | 3:10.74 |          |
| 2     | 4       | Андрій Гречин (48.60) Микита Лобінцев (47.98) Володимир Морозов (46.95) Олександр Сухоруков (47.66) | Росія    | 3:11.19 |          |
| 3     | 3       | Лука Дотто (48.75) Марко Орсі (47.75) Мікеле Сантуччі (48.48) Філіппо Маньїні (47.55)               | Італія   | 3:12.53 |          |
| 4     | 5       | Марсело Черігіні (48.54)}} Матеус Сантана (48.20) Бруно Фратус (48.08) Жуан де Лукка (48.40)        | Бразилія | 3:13.22 |          |
| 5     | 1       | Павел Коженьовський (48.77) Кацпер Майхшак (48.50) Ян Холюб (49.09) Конрад Черняк (47.76)           | Польща   | 3:14.12 | NR       |
| 6     | 2       | Кацумі Накамура (49.10) Сінрі Сьоура (48.35) Юкі Коборі (48.69) Такуро Фудзі (48.90)                | Японія   | 3:15.04 |          |
| 7     | 8       | Нін Цзетао (48.37) Юй Хесінь (48.71) Лінь Юнцін (49.18) Сюй Ціхен (49.15)                           | Китай    | 3:15.41 |          |
| 8     | 7       | Санто Кондореллі (48.33) Юрі Кісіл (48.73) Карл Круг (49.51) Еван ван Муркерке (49.37)              | Канада   | 3:15.94 |          |